# Abruzzo (cognome)
Abruzzo è un cognome di lingua italiana.

## Varianti
Abruzzese, Abruzzesi, Abruzzi, Bruzzese, Bruzzo, Bruzzi.

## Origine e diffusione
Il cognome è tipicamente meridionale.
Potrebbe derivare dal nome della regione Abruzzo, dall'italiano antico "terra vicino a Teramo".

## Persone
- Michele Abruzzo – attore italiano
- Paola Abruzzo – attrice e regista italiana